# Atzling
Atzling ist eine Ortschaft und eine Katastralgemeinde der Marktgemeinde Pyhra im Bezirk St. Pölten-Land in Niederösterreich. Die Ortschaft hat 36 Einwohner (Stand 1. Jänner 2024).

## Geografie
Die Rotte befindet sich am Südhang des Pitzelsberges (415 m ü. A.) und ist von Auern über eine Stichstraße erreichbar. Zur Ortschaft gehört auch der Weiler Pitzelsberg.

## Geschichte
Im Jahr 1822 wurde der Ort als Dorf mit fünf Häusern genannt, das nach Pyhra eingepfarrt war, wohin auch die Kinder eingeschult wurden. Die Staatsherrschaft St. Pölten besaß die Ortsobrigkeit. Die Herrschaft Wald übte die Landgerichtsbarkeit aus und besorgte die Konskription. Die Untertanen und Grundholde des Ortes gehörten den Herrschaften St. Pölten und Thalheim. Laut Adressbuch von Österreich waren im Jahr 1938 in Atzling mehrere Landwirte mit Ab-Hof-Verkauf ansässig.